# Attu Station
Attu Station est une localité d'Alaska (CDP) aux États-Unis dans la Région de recensement des Aléoutiennes occidentales. En 2010, il y avait 21 habitants.
Cette station de garde côtes est située sur la côte nord-est de l'île Attu, à l'extrémité ouest de la chaîne aléoutienne. C'est le point le plus à l'ouest des États-Unis.
La moyenne des températures va de −7 °C à 16 °C. Les tempêtes de vent y sont fréquentes.
Les Aléoutes occupaient ce territoire depuis les temps préhistoriques. L'île Attu comme l'île Atka ont été occupées par l'armée japonaise pendant la Seconde Guerre mondiale. Appelée Chicagof par les soldats américains, le village a été entièrement détruit en 1943. C'est actuellement une base LORAN occupée uniquement par du personnel de cet organisme.

## Sources et références
- (en) Cet article est partiellement ou en totalité issu de l’article de Wikipédia en anglais intitulé « Attu Station, Alaska » (voir la liste des auteurs).